# Striopulsellum minimum
Striopulsellum minimum är en blötdjursart som först beskrevs av Plate 1908.  Striopulsellum minimum ingår i släktet Striopulsellum och familjen Pulsellidae. Inga underarter finns listade i Catalogue of Life.